# Championnats du monde d'aquabike (triathlon)
Pour les articles homonymes, voir Championnat du monde d'aquabike et Aquabike.
Les championnats du monde d'aquabike  sont des épreuves d'aquabike qui se déroulent annuellement depuis 2017 et sont organisées par la Fédération internationale de triathlon (ITU). Le premier championnat de cette spécialité se tient le 27 aout 2017 dans la ville de Penticton au Canada dans le cadre du Multisport World Championship Festival qui réunit plusieurs championnats mondiaux de sports gérés par l'ITU.
Les championnats impliquent un fonctionnement continu, natation-vélo sur longue distance comprenant trois kilomètres de natation et 120 de vélo de route.

## Historique
En 2017, pour la première édition de ces nouveaux championnats du monde, aucune qualification n'est requise. 20 places sont proposées par catégorie d'âge. Les fédérations nationales proposant des compétiteurs au regard des résultats de leurs ressortissants sur triathlon longue distance. 
En 2018, l'épreuve se déroule dans le cadre du festival des championnats du monde de triathlon à Fyn au Danemark. Elle s'inscrit dans la continuité de cette pratique et reste entièrement destinée à la catégorie d'âge amateur. La compétition se déroule sur le site d'Odense le 14 juillet, elle se constitue d'une partie natation de trois kilomètres suivi d'une partie en vélo de route de 121 kilomètres.